# Folketingsvalget 1935
Folketingsvalget den 22. oktober 1935. Socialdemokratiet når op på 46,4% af stemmerne. Det er partiets bedste resultat nogensinde. Venstre mister 10 mandater. Det skyldes til dels at tre af partiets folketingsmedlemmer med tilknytning til Landbrugernes Sammenslutning (LS) forlod partiet den 16. maj 1934 og dannede det Frie Folkeparti (senere Bondepartiet). Folketinget har 148 pladser.
| Partier                                      | Partiformand            | Stemmer | Pct. af stemmetal | Mandater | +/-       |        |
| -------------------------------------------- | ----------------------- | ------- | ----------------- | -------- | --------- | ------ |
| Socialdemokratiet                            | Thorvald Stauning       | 759.102 | 46,11%            | 68       | +6        |        |
| Det Konservative Folkeparti                  | John Christmas Møller   | 293.393 | 17,82%            | 26       | -1        |        |
| Venstre                                      | Thomas Madsen-Mygdal    | 292.247 | 17,75%            | 28       | -10       |        |
| Det Radikale Venstre                         | Peter Munch             | 151.507 | 9,20%             | 14       | -         |        |
| Frie Folkeparti                              | Valdemar Thomsen        | 52.793  | 3,21%             | 5        | Nyt Parti |        |
| Retsforbundet                                | Axel Dam                | 41.199  | 2,5%              | 4        | -         |        |
| Danmarks Kommunistiske Parti                 | Aksel Larsen            | 27.135  | 1,65%             | 2        | -         |        |
| Danmarks Nationalsocialistiske Arbejderparti | Frits Clausen           | 16.257  | 0,99%             | 0        | -         |        |
| Slesvigsk Parti                              | Johannes Schmidt-Vodder | 12.617  | 0,77%             | 1        | -         |        |
| Samfundspartiet                              | M. P. Jensen            | 188     | 0,01%             | 0        | Nyt Parti |        |
| Valgdeltagelse                               | Valgdeltagelse          | 80,51%  | 80,51%            | 80,51%   | 80,51%    | 80,51% |

(+/-) – Forskellen af antal pladser i Folketinget i forhold til fordelingen ved forrige valg.